# Smaltjärnet (Södra Finnskoga socken, Värmland, 673888-132013)
Smaltjärnet är en sjö i Torsby kommun i Värmland och ingår i Glommas huvudavrinningsområde. Sjön är 3,8 meter djup, har en yta på 0,024 kvadratkilometer och befinner sig 327 meter över havet.